# Gaßwiesengraben
Der Gaßwiesengraben ist ein rechter Zufluss des Störzelbachs bei Alesheim im mittelfränkischen Landkreis Weißenburg-Gunzenhausen.

## Verlauf
Der Gaßwiesengraben entspringt auf einer Höhe von 416 m ü. NHN am südlichen Ortsrand von Alesheim. Der Bach fließt parallel zu Feldwegen beständig in südwestliche Richtung und durchquert eine weite Offenlandschaft im Tal der Altmühl. Der Bach nimmt als einziger Zufluss den Breitenwiesengraben auf. Der Gaßwiesengraben mündet nach einem Lauf von rund 900 Metern unweit eines Feldwegeknicks auf einer Höhe von 412 m ü. NHN nordwestlich von Trommetsheim und nordöstlich von Fischerhaus von rechts in den Störzelbach.